# Maureville
Maureville ist eine französische Gemeinde mit 295 Einwohnern (Stand: 1. Januar 2022) im Département Haute-Garonne in der Région Okzitanien (vor 2016: Midi-Pyrénées). Sie gehört zum Arrondissement Toulouse und zum Kanton Revel. Die Einwohner heißen Maurevillois(es).

## Geographie
Die Gemeinde Maureville liegt im Lauragais, sechs Kilometer westlich von Caraman und 19 Kilometer ostsüdöstlich von Toulouse. Der Fluss Saune begrenzt die Gemeinde im Süden und Südwesten, im Norden die Seillonne. Umgeben wird Maureville von den Nachbargemeinden Caraman im Norden und Osten, Caragoudes im Süden, Tarabel im Südwesten und Westen sowie Aurin im Westen und Nordwesten.

## Bevölkerungsentwicklung
| Jahr                       | 1962 | 1968 | 1975 | 1982 | 1990 | 1999 | 2006 | 2013 | 2020 |
| Einwohner                  | 214  | 185  | 180  | 218  | 208  | 266  | 279  | 303  | 305  |
| Quellen: Cassini und INSEE |      |      |      |      |      |      |      |      |      |

## Sehenswürdigkeiten
- Schloss aus dem 15. Jahrhundert
- Kirche Notre-Dame, erbaut 1875

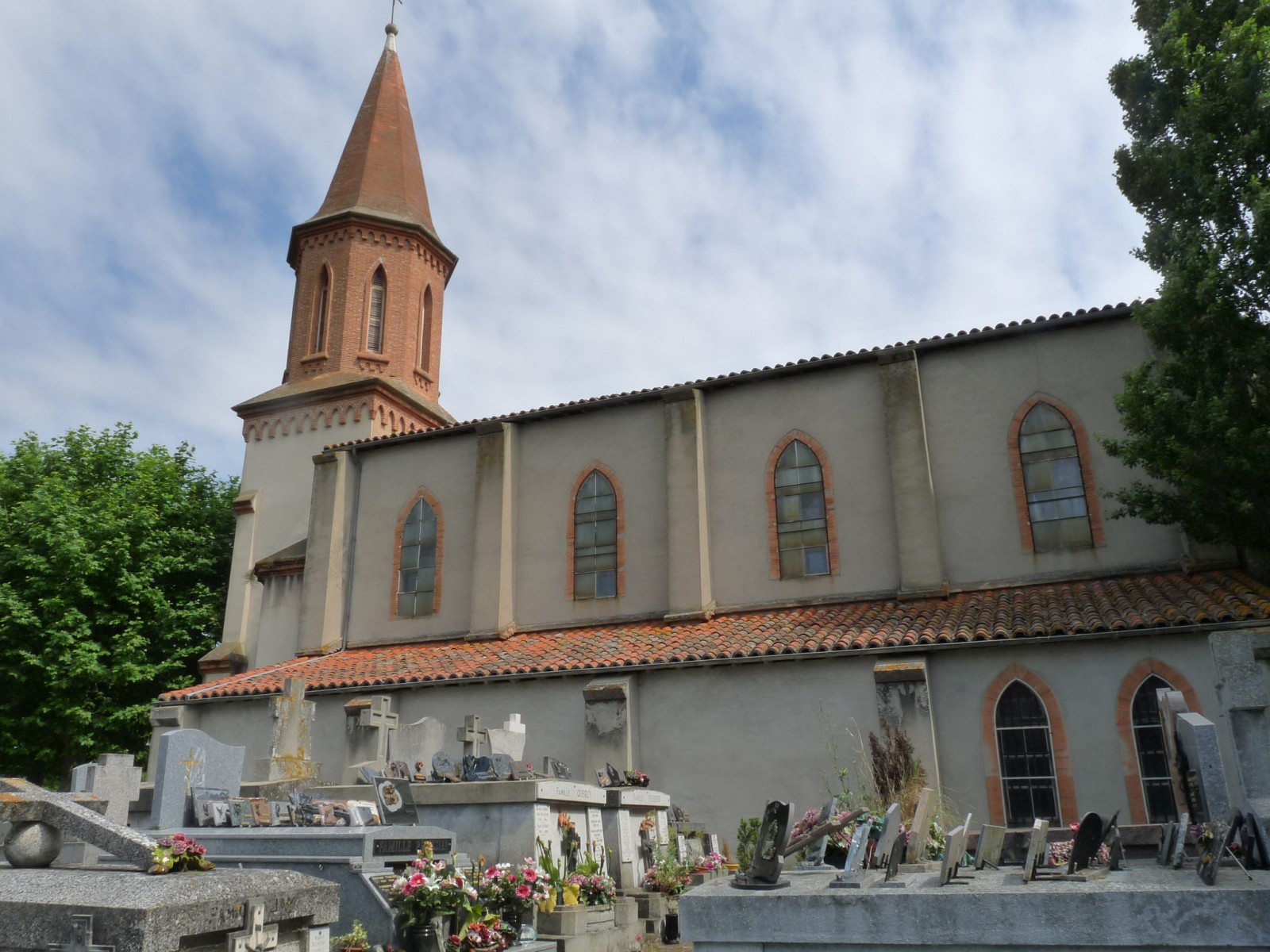
Kirche Notre-Dame
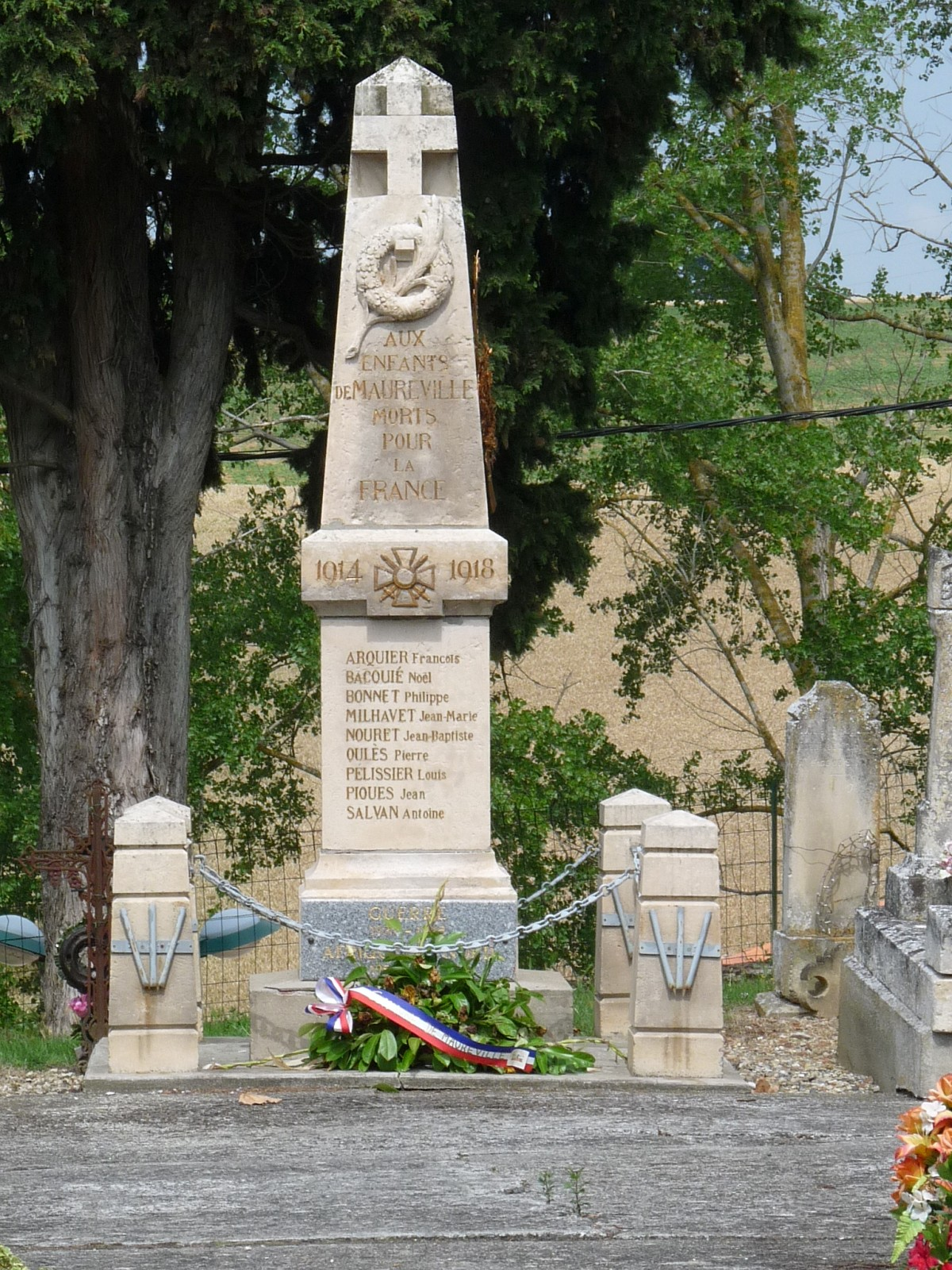
Gefallenendenkmal
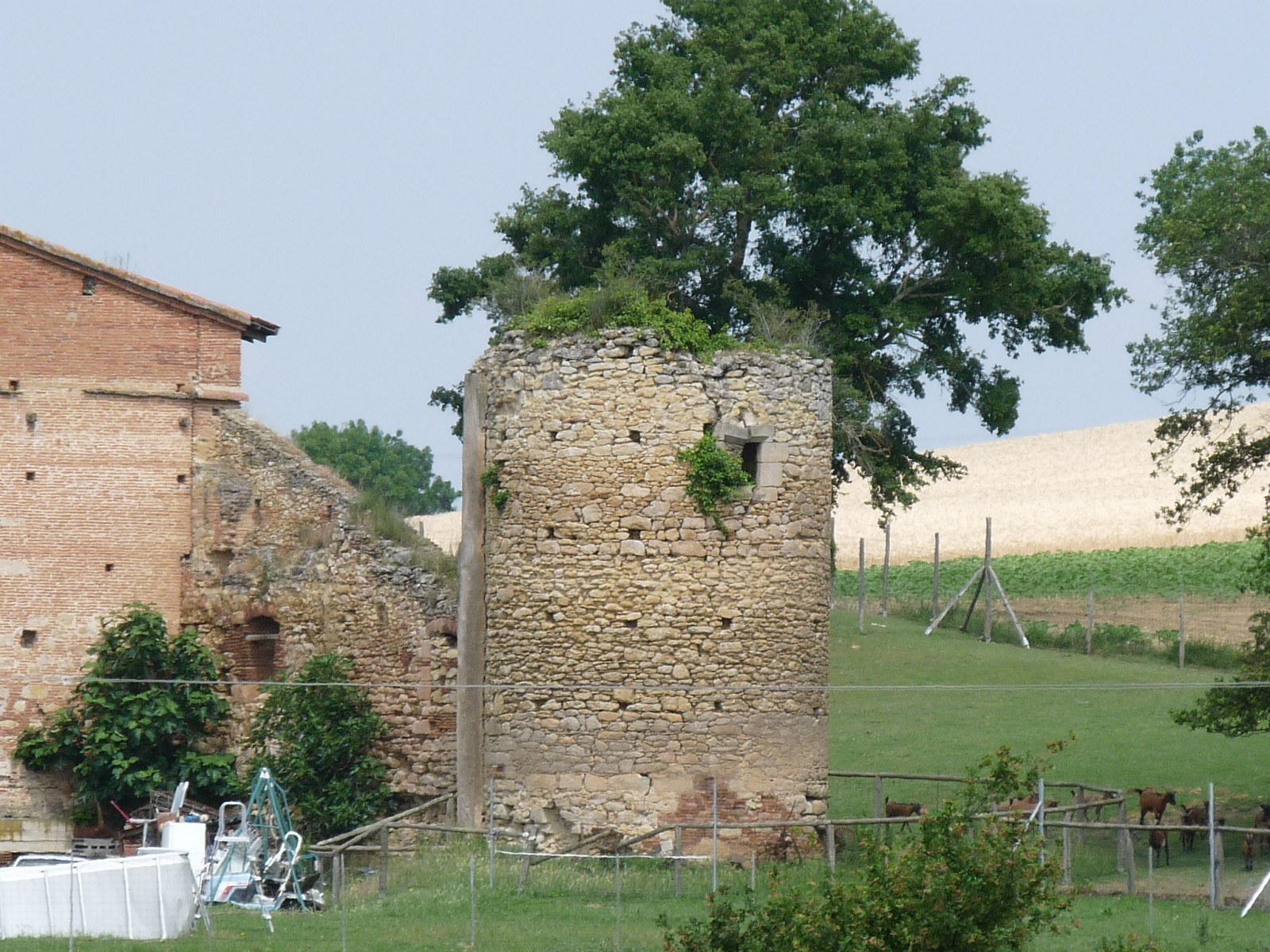
Taubenturm als Überrest des ehemaligen Schlosses